# アラジンナレッジシステムズ
アラジンナレッジシステムズ（Aladdin Knowledge Systems 現 日本セーフネット株式会社）は、1985年に営業を開始した、ソフトウェアのデジタルな権利の管理とインターネットセキュリティのためにソリューションを提供する会社。本部はイスラエルのテルアビブに置かれる。
2008年7月、米国のセキュアコンピューティング社から二要素認証製品のSafeWord製品シリーズを買収し、製品ラインナップに加えた。
2009年1月、米国の投資ファンドVector Capital社からの資本買収提案に合意。現在はSafeNet, Inc.と経営統合している。
主なアラジンの製品
- HASP - デジタル著作権管理(DRM)の一式、およびハードウェアを基にした強いシステムを特徴としている認可ソリューション
- eToken、SafeWord - 二要素認証、パスワード、およびデジタルの身元管理のための携帯用装置
- eSafe - 悪意に満ちて、不適当で、生産的でないインターネット上のコンテンツからネットワークを保護している統合されたコンテンツのセキュリティのソリューション

日本法人としては株式会社アラジンジャパン（東京都八王子市横山町6-9丸多屋ビル5F、現在は日本セーフネット株式会社八王子オフィス）がある。